# Xenylla californica
Xenylla californica är en urinsektsart som beskrevs av da Gama 1976. Xenylla californica ingår i släktet Xenylla och familjen Hypogastruridae. Inga underarter finns listade i Catalogue of Life.